# NGC 6316
NGC 6316 est un amas globulaire situé dans la constellation d'Ophiuchus à environ 33 900 a.l. (10,4 kpc) du Soleil et à 8 500 a.l. (2,6 kpc) du centre de la Voie lactée. Il a été découvert par l'astronome germano-britannique William Herschel en 1786.

## Caractéristiques
Selon la base de données Simbad, la vitesse radiale héliocentrique de cet amas est égale à 99,8 ± 0,8 km/s. William W. Harris indique une vitesse un peu différente, soit 71,4 ± 8,9 km/s.
Cet amas est presque sphérique, ayant une ellipticité égale à 0,04 et la taille apparente de son noyau est de 0,17′.
Quatre valeurs de la métallicité comprises entre -0,65 et -1,10 sont indiquées sur Simbad. La valeur indiquée par Harris est de -0,45. Une métallicité comprise entre -0,45 et -1,10 signifie que la concentration en fer de NGC 6316 est comprise entre 8 % et 35 % de celle du Soleil. Après le Big Bang, l'Univers étant surtout composé d'hydrogène et d'hélium, la métallicité était pratiquement nulle. L'univers s'est progressivement enrichi en métaux (éléments plus lourds que l'hélium) grâce à la synthèse de ceux-ci dans le cœur des étoiles. La métallicité des amas du halo de la Voie lactée varie d'un centième à un dixième de la métallicité solaire, ce qui signifie que ces amas se décomposent en deux sous-groupes, les relativement jeunes et les vieux. Selon sa métallicité, NGC 6316 serait donc un vieil amas riche en métaux.

## Les étoiles de NGC 6316
Une douzaine d'étoiles variables à longue période ont été observées en direction de cet amas, dont au moins sept qui semblent être des membres de celui-ci. Quatre étoiles de type RR Lyrae ont aussi été découvertes.

## Galerie

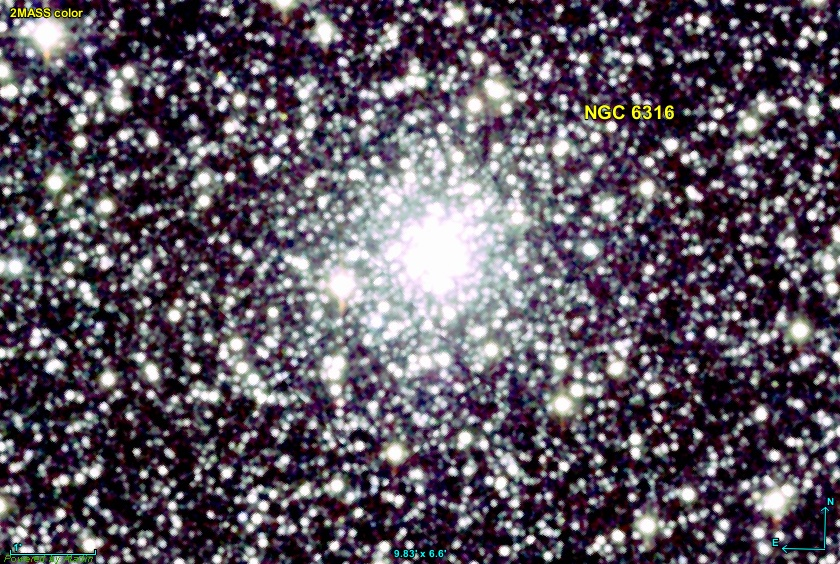
NGC 6316 en infrarouge par le relevé 2MASS.
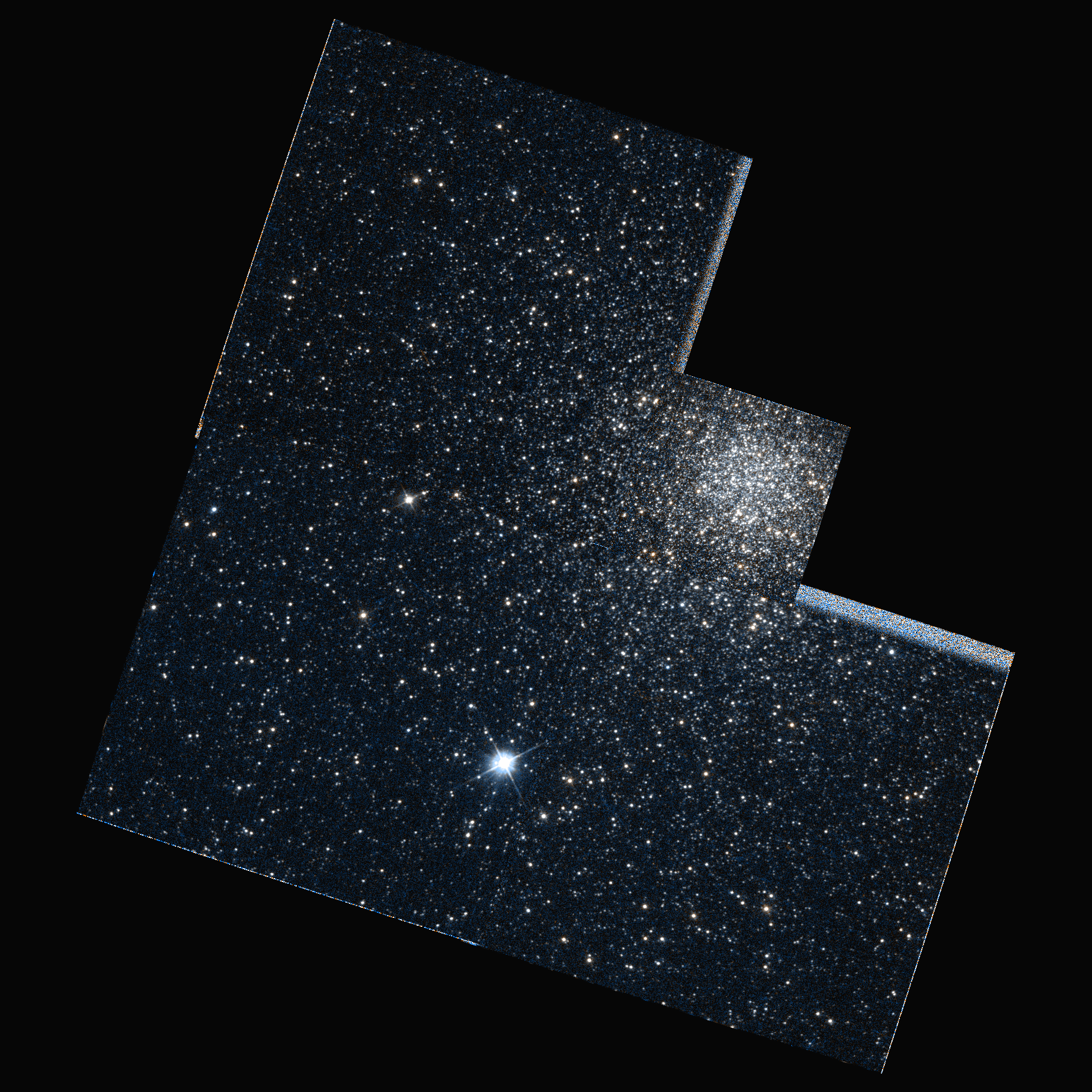
NGC 6316 par le télescope spatial Hubble.